# Hilara perversa
Hilara perversa är en tvåvingeart som beskrevs av Oldenberg 1916. Hilara perversa ingår i släktet Hilara och familjen dansflugor. Inga underarter finns listade i Catalogue of Life.